# Earle Wheeler

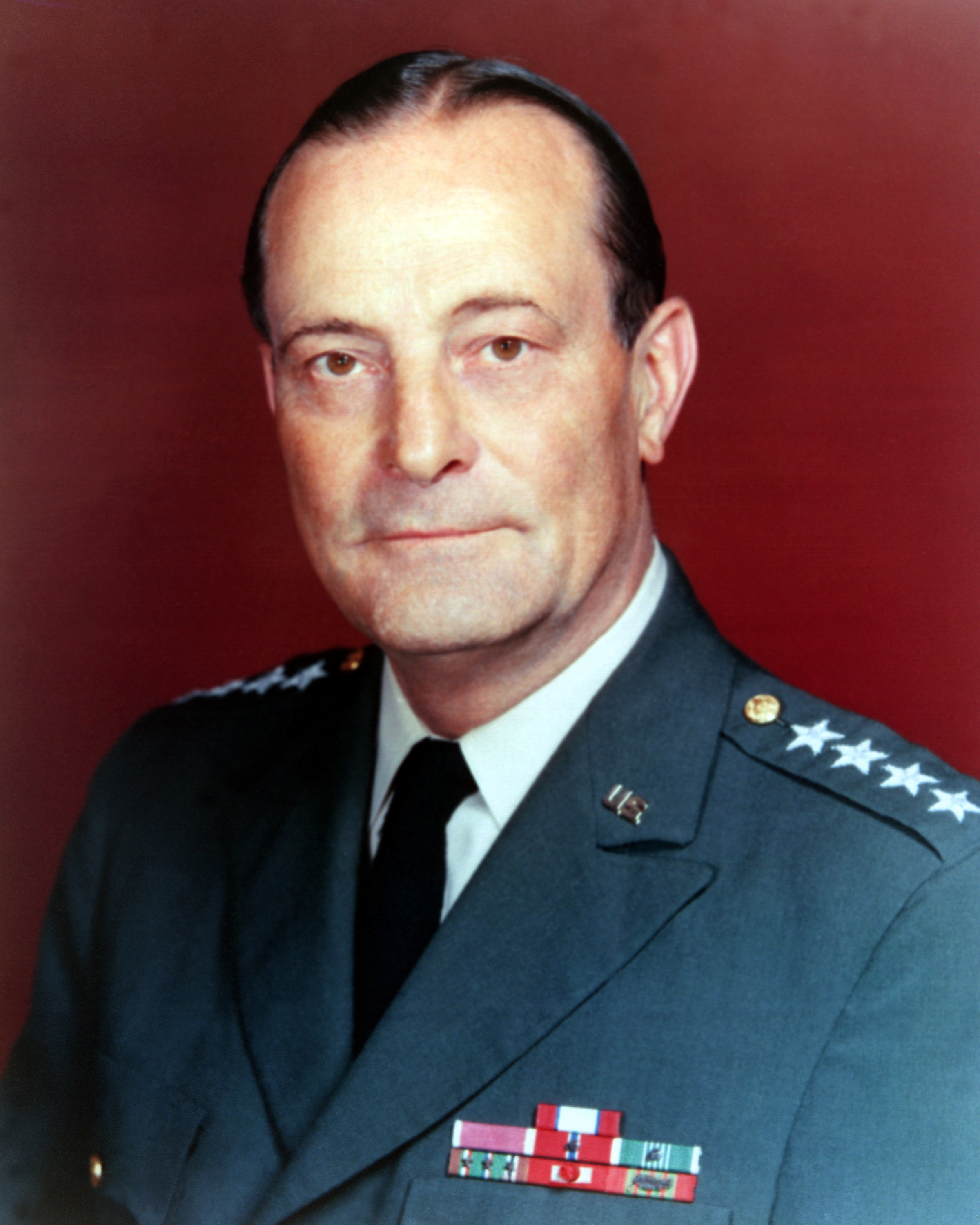
General Wheeler

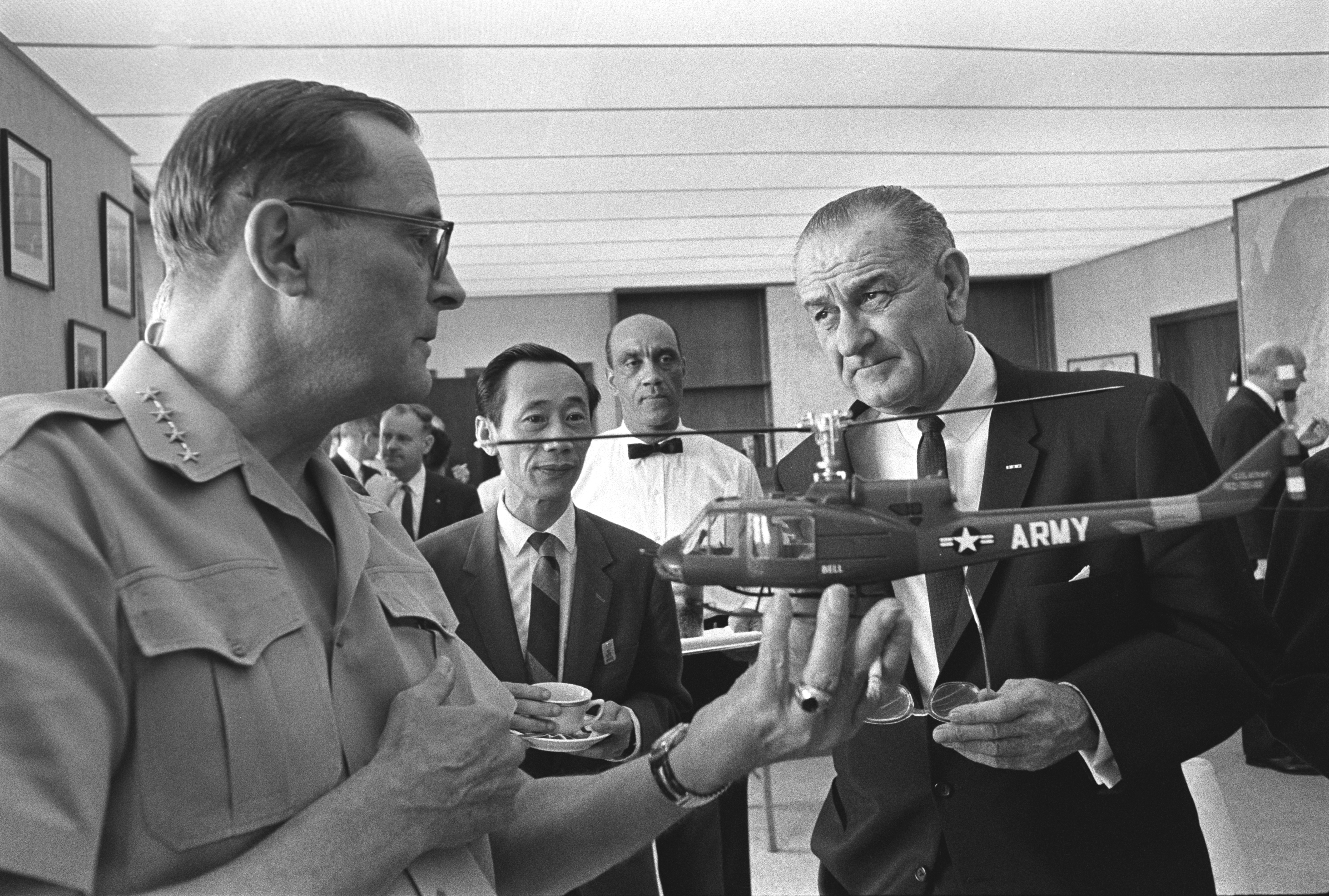
Wheeler (links) zeigt Präsident Johnson ein Modell eines Hubschraubers der US-Armee, 1966

Earle Gilmore „Bus“ Wheeler (* 13. Januar 1908 in Washington, D.C.; † 18. Dezember 1975 in Frederick, Maryland) war ein General der US Army, der sowohl 23. Chief of Staff of the Army als auch der sechste Vorsitzende der Joint Chiefs of Staff war.

## Militärische Laufbahn
Wheeler graduierte 1932 an der US Military Academy in New York und wurde Infanterieoffizier. Nach vier Jahren Dienst in Fort Benning, Georgia wurde er mit dem 15. US-Infanterieregiment nach China und danach von 1938 bis 1940 zusammen mit dem Regiment nach Fort Lewis in Washington versetzt.
Zwischen 1941 und 1944 diente er in einer Reihe von Verwendungen. Danach wurde er mit der 63. US-Infanteriedivision nach Europa geschickt. 1945 kehrte er in die Vereinigten Staaten zurück um als Ausbilder in Fort Sill, Oklahoma zu dienen. Danach wurde er von 1947 bis 1949 wieder nach Europa versetzt und diente dort in der US Constabulary.
1950 absolvierte er das National War College und kehrte abermals nach Europa zurück, um in verschiedenen Stabsverwendungen bei der NATO bis 1955 zu dienen. Nun wurde er in das Verteidigungsministerium der Vereinigten Staaten berufen und diente dort im Generalstab. 1958 übernahm er das Kommando über die 2nd Armored Division und ein Jahr später, 1959, über das III Corps. 1960 wurde er dann zum Direktor des Joint Staff ernannt. Zwei Jahre später war er für kurze Zeit stellvertretender Kommandeur des US European Command unter Lauris Norstad und wurde im selben Jahr, 1962, zum Chief of Staff of the Army ernannt.
1964 folgte er General Maxwell D. Taylor, der als Botschafter nach Südvietnam ging und das besondere Vertrauten von Präsident Johnson genoss, als Vorsitzender der Joint Chiefs of Staff nach und behielt diesen Posten bis zum Jahr 1970 und damit fast den gesamten Vietnamkrieg über.
Berücksichtigt man die große Anzahl an verfügbaren Generälen 1964, die sich im Zweiten Weltkrieg und in Korea verdient gemacht hatten, war der Stabsoffizier Wheeler eine überraschende Entscheidung für den führenden Posten im Pentagon. Seine relativ geringe Kampferfahrung mag dabei vielleicht ein Plus in den Augen des neuen Präsidenten Lyndon B. Johnson gewesen sein. Johnson, der mit General Lemnitzer unter Präsident Kennedy schlechte Erfahrung gemacht hatte, war nicht bekannt für seine Toleranz gegenüber militärischen Freidenkern. Daher wird Wheeler von einigen Historikern scharf kritisiert, was seine billigende Inkaufnahme von Johnsons Entscheidungen auf dem Weg durch den Vietnamkrieg betrifft.
Earle G. Wheeler starb in Frederick, Maryland nach einem Herzinfarkt, während er in einem Krankenwagen von seinem Wohnort in West Virginia nach Washington (D.C.) transportiert wurde.
Seine Auszeichnungen umfassen u. a.: die Defense Distinguished Service Medal, die Legion of Merit, den Bronze Star mit Eichenlaub, die Army Distinguished Service Medal mit zweifachem Eichenlaub, die Navy Distinguished Service Medal, die Air Force Distinguished Service Medal, sowie die Army Commendation Medal mit Eichenlaub.

## Auszeichnungen
Auswahl der Dekorationen, sortiert in Anlehnung der Order of Precedence of the Military Awards:
- Defense Distinguished Service Medal
- Army Distinguished Service Medal
- Legion of Merit
- Bronze Star Medal (2 ×)
- Army Commendation Medal (2 ×)
- Kommandeur der französischen Ehrenlegion